# Мале жене (филм из 2019)
Мале жене (енгл. Little Women) је амерички драмски филм списатељице и редитељке Грете Гервиг. Представља седму адаптацију истоименог романа из 1868. Луизе Меј Алкот. У њему су забележени животи сестара Марч—Џо, Мег, Ејми и Бет—у Конроду, током 19. века. У њему глуми ансамбл који чине Серше Ронан, Ема Вотсон, Флоренс Пју, Елајза Сканлен, Лора Дерн, Тимоти Шаламе, Мерил Стрип, Трејси Летс, Боб Оденкирк, Џејмс Нортон, Луј Гарел и Крис Купер.
Премијера филма Мале жене била је 7. децембра 2019. године у Музеј модерне уметности у Њујорку, и издат је у биоскопе 25. децембра 2019. године у Сједињеним Државама, од стране Sony Pictures Releasing. Филм је издат у биоскопе 23. јануара 2020. године у Србији, од Con Film-а. Филм је добио признање критичара, са посебним похвалама за Гервигин сценарио и режију, као и наступе глумачке екипе, и зарадио је 218 милиона америчких долара широм света. Међу бројним признањима, филм је прикупио шест номинација за Оскара, укључујући оне за најбољи филм, најбољу глумицу у главној улози (Ронан), најбољу глумицу у споредној улози (Пју), најбољи адаптирани сценарио и најбољу музику у филму и освојио је награду за најбољу костимографију. Такође је зарадио пет номинација Филмске награде Британске академије, са освојеном наградом за најбољу костимографију и две номинације за награде Златни глобус.

## Радња
Прича о четири младе жене, које се боре за сопствени животни пут, базирана на истоименом роману и класику, је вечна и безвременска. Четири сестре Мег, Џо, Ејми и Бет Марч упознајемо још као девојчице и тинејџерке које су у најосетљивијим годинама остале да живе саме с мајком Марме, моралним стубом породице, док је њихов отац отишао да да свој допринос америчком Грађанском рату. Вредности које су у њих усађене у том периоду, па и раније, пратиће их целог живота, док ће свака од њих покушати да пронађе наћи своје место под Сунцем.

## Улоге
| Глумац          | Улога                |
| --------------- | -------------------- |
| Серше Ронан     | Џозефин „Џо” Марч    |
| Ема Вотсон      | Маргарет „Мег” Марч  |
| Флоренс Пју     | Ејми Марч            |
| Елајза Сканлен  | Елизабет „Бет” Марч  |
| Лора Дерн       | Марме Марч           |
| Тимоти Шаламе   | Теодор „Лори” Лоренс |
| Мерил Стрип     | тетка Марч           |
| Трејси Летс     | г. Дашвуд            |
| Боб Оденкирк    | отац Марч            |
| Џејмс Нортон    | Џон Брук             |
| Луј Гарел       | Фридрих Бајер        |
| Крис Купер      | г. Лоренс            |
| Џејн Хаудишел   | Хана                 |
| Рафаел Силва    | пријатељ Фридрихов   |
| Даш Барбер      | Фред Вон             |
| Хедли Робинсон  | Сали Гардинер Мофат  |
| Аби Квин        | Ени Мофат            |
| Меријен Планкет | гђа. Кирк            |
| Едварт Флечер   | слуга г. Лоренса     |
| Саша Фролова    | гђа. Хамел           |